# Francisco Algora
Francisco Javier Jiménez Algora (* 7. Dezember 1948 in Madrid; † 30. März 2016 in Puerto Real) war ein spanischer Schauspieler und Autor.

## Leben
Francisco Algora wurde im Observatorium der spanischen Hauptstadt geboren, wo sein Vater als Pförtner arbeitete. Er verließ die Schule im Alter von dreizehn Jahren und arbeitete für einen Filmverleih. Dadurch kam er auch in Kontakt mit Juan Antonio Bardem. Mit vielen Jobs finanzierte Algora sein Schauspielstudium; schließlich debütierte er an der Seite von Carlos Lemos. 1968 schloss er sich der unabhängigen Theatergruppe Los Goliardos und dem Teatro Experimental Independiente an, mit denen er unter namhaften Regisseuren arbeitete. 1971 debütierte er beim Fernsehen neben Miguel Picazo und auf der Leinwand in einem Film von José María Forqué. Er erspielte sich im Laufe der Jahre einen Ruf als einer der gefragtesten Charakterdarsteller seines Landes. Zahlreiche Preise wurden ihm verliehen; so der des Círculo de Escritores Cinematográficos oder der Premio José Isbert. In zahlreichen abendfüllenden Werken und Kurzfilmen wurde Algoras besetzt; seine Filmografie umfasst einhundert Einträge.
1984 beendete Algoras seine Bühnentätigkeit und zog 1991 nach Vejer de la Frontera in der andalusischen Provinz Cádiz. 2004 veröffentlichte er das Theaterstück Me llamo Jonás; fünf Jahre später beteiligte er sich am Projekt „Poesía Viva“. Ebenfalls 2009 erschien ein Band mit Gedichten, Romance de locos, coplas de ciego.

## Filmografie (Auswahl)
- 1971: Crónicas de un pueblo (Fernsehserie, 3 Folgen)
- 1972: La cerca virgen
- 1973: Die Stumme (Habla mudita)
- 1973: Verflucht dies Amerika
- 1980: Fortunata y Jacinta (Fernsehserie, 10 Folgen)
- 1982: Der Bienenkorb (La colmena)
- 1998: El abuelo
- 2005–2006: Amar en tiempos revueltos (Fernsehserie, 15 Folgen)
- 2010: La orquestra de los mariposas (Kurzfilm)
- 2012: La buena educación (Kurzfilm)